# Robbie McEwen
Robbie McEwen (Brisbane, Queensland, 1972. június 24. –) ausztrál országúti kerékpáros. Háromszoros sprinter verseny győztes a Tour de France-on.
2012-ben visszavonult a versenyzéstől.

## Karrierje
McEwen 1992-ben kezdte az országúti kerékpározást, edzője ekkor Heiko Salzwedel volt. Részt vett az 1996-os és a 2000-es olimpián is, előbbin 23., utóbbin 19. lett. Szerepelt az ausztrál csapattal az 1994-es és a 2002-es világbajnokságon is. A 2002-es versenyen ezüstérmes lett. 2002-ben az év ausztrál kerékpárosa, valamint az év férfi kerékpárosa, 1999-ben pedig az év ausztrál férfi kerékpárosává választották.

### Főbb győzelmei
| 2001 Trofeo Palmanova-Palmanova Circuit de Brabant Wallon Ronde van Nederland - 2. szakasz Tour de la Region Wallonne - 4. szakasz Tour Méditerranéen - 2. szakasz Herald Sun Tour - 3.,4. szakasz International Uniqa Classic - 2.,3. szakasz Challenge Mallorca - 5. szakasz 2002 Ausztrál országúti kerékpáros bajnokság - győztes Tour de France Sprintverseny győztese Szakaszgyőzelmek: 3.,20. szakasz Giro d’Italia - 4.,10. szakasz Paris-Nice - 2.,7. szakasz Paris-Brussels Tour Down Under Sprintverseny győztese Szakaszgyőzelem: 1.,3.,4.,6. szakasz Étoile de Bessèges Győztes 1. szakasz győztese Circuit Franco-Belge Győztes 2.,3. szakasz győztese Grote Scheldeprijs Delta Profronde 2003 Giro d’Italia 4. és 11. szakasz győztese | Tour de Suisse - 2. szakasz Étoile de Bessèges - 4. szakasz Dwars door Vlaanderen Waregem Tour Down Under - 3. szakasz 2004 Tour de France Sprintverseny győztese 2. és 9. szakasz győztese Giro d’Italia - 5. szakasz Tour de Suisse - 2.,4. szakasz Tour Down Under Sprintverseny győztese 1.,4. szakasz győztese Aalst Criterium Memorial Samyn-Fayt-le-Franc Wateringse Wielerdag Spektakel van Steenwijk Profronde van Ooostvoorne Gouden Pijl 2005 Ausztrál országúti kerékpáros bajnokság - győztes Paris-Brussels Tour de France 5.,7.,13. szakasz győztese Tour de Suisse - 5. szakasz Giro d’Italia 2.,6.,10. szakasz győztese Tour Down Under 1.,2.,6. szakasz győztese GP de Fourmies Bay Classic Győztes | 1.,4. szakasz győztese 2006 Tour de France Sprintverseny győztese 2.,4.,6. szakasz győztese Giro d’Italia 2.,4.,6. szakasz győztese Paris-Brussels Jacobs Creek Classic Aalst Criterium BEL 2007 Tour de France Sprintverseny győztese 1. szakasz győztese Tour de Suisse - 5. szakasz Giro d’Italia - 2. szakasz Tour de Romandie - 1. szakasz Tirreno-Adriatico - 1. szakasz Tour Down Under - 5. szakasz Jayco Bay Classic - 3. szakasz Eneco Tour - 3. szakasz Paris-Brussels 2008 Tour de Romandie - 2. szakasz Tour de Suisse - 3.,4. szakasz Vattenfall Cyclassics - győztes Paris-Brussels - győztes 2009 Down Under Classic - győztes Vuelta a Mallorca - 2. szakasz |